# Список номинантов на премию «Национальный бестселлер» 2010 года
Список номинантов на премию «Национальный бестселлер», попавших в длинный список (лонг-лист) премии «Национальный бестселлер» в сезоне 2010 года. Всего на премию было номинировано 48 произведений. Длинный список был опубликован 1 марта 2010 года. Короткий список финалистов из 6 произведений был опубликован 22 апреля 2010 года. Победитель был объявлен 6 июня 2010 года.
Список представлен в следующем виде — «победитель», «короткий список» (кроме «победителя»), «длинный список» (кроме «победителя» и «короткого списка»). Для каждого номинанта указано название произведения.

## Победитель
- Эдуард Кочергин — «Крещённые крестами»

## Короткий список
- Василий Авченко — «Правый руль»
- Андрей Аствацатуров — «Люди в голом»
- Павел Крусанов — «Мёртвый язык»
- Олег Лукошин — «Капитализм»
- Роман Сенчин — «Елтышевы»

## Длинный список
- Еремей Айпин — «Божья Матерь в кровавых снегах»
- Евгений Алёхин — «Границы первого уровня»
- Марина Ахмедова — «Папарацци войны. Женский Чеченский Дневник»
- Вадим Бабенко — «Простая душа»
- Всеволод Бенигсен — «Раяд»
- Андрей Бычков — «Нано и порно»
- Эргали Гер — «Кома»
- Михаил Гиголашвили — «Чёртово колесо»
- Дмитрий Данилов — «Горизонтальное положение»
- Ирина Дудина — «Радостная мужская сталь»
- Игорь Зотов — «Аут»
- Евгений Зубарев — «Я убью тебя, менеджер!»
- Шамиль Идиатуллин — «СССРтм»
- Александр Иличевский — «Перс»
- Николай Ильин — «Трагедия русской философии»
- Александр Карасёв — «Предатель»
- Бахыт Кенжеев — «Обрезание пасынков»
- Тимур Кибиров — «Лада, или Радость»
- Юрий Козлов — «Почтовая рыба»
- Андрей Лебедев, Кирилл Кобрин — «Беспомощный: Книга об одной песне»
- Владимир Лорченков — «Прощание в Стамбуле»
- Евгений Лукин — «С нами бот»
- Анна Матвеева — «Есть!»
- Леонид Могилёв — «Пёс и его поводырь»
- Татьяна Москвина — «Позор и чистота»
- Ольга Новикова — «Гуру и зомби»
- Олег Павлов — «Асистолия»
- Валерий Панюшкин — «12 несогласных»
- Виктор Пелевин — «Т»
- Дмитрий Петровский — «Роман с автоматом»
- Мариам Петросян — «Дом, в котором…»
- Алексей Поликовский — «Жена миллионера»
- Михаил Попов — «Ларочка»
- Рустам Рахматуллин — «Облюбование Москвы»
- Герман Садулаев — «Бич Божий»
- Игорь Сахновский — «Заговор ангелов»
- Александр «Фоззи» Сидоренко — «Ели воду из-под крана»
- Александр Снегирёв — «Тщеславие»
- Андрей Степанов — «Сказки не про людей»
- Игорь Удачин — «Встретимся в Эмпиреях»
- Михаил Успенский — «Райская машина»
- Александр Хургин — «Целующиеся с куклой»